# اکتینولیت
اکتینولیت (Actinolite) با فرمول شیمیایی Ca2(Mg,Fe)5Si8O22(OH)2 به فراوانی در: اتریش، چکسلواکی، ایتالیا و… یافت می‌شود. ترد است و نامحلول در اسیدها و ساختار بلوری آن تک‌شیب است. از کانی‌های مشابه آن می‌توان آکمیت، تورمالین و اپیدوت را نام برد؛ تفاوت این کانی با کانی‌های مشابهش در سختی و واکنش‌های شیمیایی آن است.